# Daniela Lohmeyer
Daniela Lohmeyer (* 1964 in West-Berlin) ist eine deutsche Synchronsprecherin und Schauspielerin.

## Leben und Wirken
Daniela Lohmeyer wuchs als Tochter des Journalisten Henno Lohmeyer und der Schauspielerin Anita Kupsch in West-Berlin auf.
Lohmeyer wirkte als Schauspielerin in einigen Film-und-Fernsehproduktionen mit. Seit Ende der 1980er-Jahre ist sie umfangreich als Synchronsprecherin tätig und lieh dabei unter anderem Sofia Coppola und Jean Harlow ihre Stimme. Sie war zudem als Bühnendarstellerin an verschiedenen Theaterhäusern tätig.
Lohmeyer hat eine Tochter (* 1993) aus ihrer Ehe mit dem Schauspieler Christoph Schobesberger und lebt in Berlin.

## Filmografie
- 1987: Die Klette
- 1988: Der Kaiser von Neukölln
- 1988–1994: Praxis Bülowbogen (Fernsehserie, 3 Folgen, verschiedene Rollen)
- 1990: Das Geld liegt auf der Bank
- 1990: Hotel Paradies (Fernsehserie, 10 Folgen)
- 1998: Anitas Welt (Fernsehserie, 5 Folgen)
- 2017: Taktlos (Kurzfilm)